# MLSスーパードラフト
MLSスーパードラフト (MLS SuperDraft)は、メジャーリーグサッカー(MLS)において毎年1月に開催されるドラフト会議。

## 概要
MLS所属のチームが、大学を卒業したかMLSと契約した選手を選抜する。スーパードラフトは、以前から実施されていた二つのドラフト（大学を卒業した選手が選出されたMLSカレッジドラフトとそれ以外の選手が選出されたMLSサプリメンタルドラフト）を統合する形で2000年に制定された。指名する順序はチームのプレーオフとレギュラーシーズンにおける順位によって決定され、順位の低いチームから順に指名権を得る。

## 指名順
指名方法はNFLドラフトを参考に取り決められた。2019年版における指名権の優先順は以下の通り:
1. 新規に設立されたクラブ。対象クラブが二つ以上ある場合、コイントスによって順番を決める。
2. MLSカッププレーオフに進出できなかったクラブ。順序はレギュラーシーズンの成績で決定。
3. MLSカッププレーオフで敗退したクラブ。順序はプレーオフの成績で決定。
4. MLSカップ準優勝クラブ。
5. MLSカップ優勝クラブ。

- 複数クラブが並んだ場合、得失点差、得点数、コイントスの順で決定される。

| 成績                                           | 指名順 |
| ---------------------------------------------- | ------ |
| 新規設立                                       | 1      |
| プレーオフ進出不可                             | 2–12   |
| プレーオフ敗退                                 | 13–16  |
| プレーオフカンファレンス準決勝敗退             | 17–20  |
| プレーオフカンファレンスチャンピオンシップ敗退 | 21–22  |
| MLSカップ準優勝                                | 23     |
| MLSカップ優勝                                  | 24     |

## 各年のドラフト
| 年   | 開催日        | ラウンド | 指名数 | 開催都市               | 1位指名者                | 1位指名クラブ                        |
| ---- | ------------- | -------- | ------ | ---------------------- | ------------------------ | ------------------------------------ |
| 2000 | 2000年2月6日  | 6        | 72     | フォートローダーデール | スティーブ・シャク       | メトロスターズ                       |
| 2001 | 2001年2月5日  | 6        | 72     | デイビー               | クリス・カリエリ         | サンノゼ・アースクエイクス           |
| 2002 | 2002年2月10日 | 6        | 70     | レイク・ブエナ・ビスタ | クリス・グバンディ       | ダラス・バーン                       |
| 2003 | 2003年1月17日 | 6        | 60     | カンザスシティ         | アレコ・エスカンダリアン | D.C. ユナイテッド                    |
| 2004 | 2004年1月16日 | 6        | 60     | シャーロット           | フレディー・アドゥー     | D.C. ユナイテッド                    |
| 2005 | 2005年1月14日 | 4        | 48     | ボルチモア             | ニコラス・ベサグノ       | レアル・ソルトレイク                 |
| 2006 | 2006年1月20日 | 4        | 48     | フィラデルフィア       | マーベル・ウイン         | メトロスターズ                       |
| 2007 | 2007年1月12日 | 4        | 52     | インディアナポリス     | モーリス・エドゥ         | トロントFC                           |
| 2008 | 2008年1月18日 | 4        | 56     | ボルチモア             | チャンス・マイヤーズ     | カンザスシティ・ウィザーズ           |
| 2009 | 2009年1月15日 | 4        | 60     | セントルイス           | スティーブ・ザクアニ     | シアトル・サウンダーズFC             |
| 2010 | 2010年1月14日 | 4        | 64     | フィラデルフィア       | ダニー・ムワンガ         | フィラデルフィア・ユニオン           |
| 2011 | 2011年1月13日 | 3        | 54     | ボルチモア             | オマー・サルガド         | バンクーバー・ホワイトキャップス     |
| 2012 | 2012年1月12日 | 2        | 38     | カンザスシティ         | アンドリュー・ウェンガー | モントリオール・インパクト           |
| 2013 | 2013年1月17日 | 2        | 38     | インディアナポリス     | アンドリュー・ファレル   | ニューイングランド・レボリューション |
| 2014 | 2014年1月16日 | 4        | 77     | フィラデルフィア       | アンドレ・ブレイク       | フィラデルフィア・ユニオン           |
| 2015 | 2015年1月15日 | 4        | 84     | フィラデルフィア       | サイル・ラリン           | オーランド・シティSC                 |
| 2016 | 2016年1月14日 | 4        | 75     | ボルチモア             | ジャック・ハリソン       | シカゴ・ファイアー                   |
| 2017 | 2017年1月13日 | 4        | 81     | ロサンゼルス           | アブ・ダンラディ         | ミネソタ・ユナイテッドFC             |
| 2018 | 2018年1月19日 | 4        | 81     | フィラデルフィア       | ジョアン・モウティーニョ | ロサンゼルスFC                       |
| 2019 | 2019年1月11日 | 4        | 75     | シカゴ                 | フランキー・アマヤ       | FCシンシナティ                       |